# Därejan Ömırbaev
Därejan Qarajanūly Ömırbaev (in kazako Дәрежан Қаражанұлы Өмірбаев?; 13 marzo 1958) è un regista e sceneggiatore kazako emerso come esponente della Nouvelle Vague kazaka fiorita brevemente tra anni ottanta e novanta del XX secolo con film come Qairat (1992), Kardiogramma (1995), Il killer (1998) e Jol (2001).

## Biografia
Nasce nel 1958 in un villaggio nella steppa della RSS Kazaka, nei pressi di Taraz, a 500 o 600 chilometri dalla capitale Almaty. Date le sue origini provinciali, cresce parlando il kazako e non imparerà il russo, lingua ufficiale della Repubbliche Sovietiche, che alla fine degli studi secondari. Bambino di costituzione cagionevole, trascorre l'infanzia per lunghi periodi nel sanatorio di una grande città, dove si rende conto per la prima volta del divario economico, sociale e linguistico tra zone urbane e rurali. Figlio di un matematico e scienziato, si appassiona a sua volta alla materia e si laurea in matematica applicata presso l'Università nazionale kazaka "al-Fārābi" di Almaty. Scopre il cinema durante il terzo anno di università; quando era piccolo, infatti, nel suo villaggio operava un unico cinema. Il film che in quegli anni lo fa appassionare definitivamente alla settima arte è Ključ bez prava peredači (1977) di Dinara Asanova; pur desiderando di diventare regista, sceglie comunque di portare a termine il percorso di studi scientifici, per evitare il servizio militare obbligatorio. Dopo la laurea, forte dell'interesse maturato per la cibernetica, lavora come programmatore e poi come professore di matematica.
Rispondendo a un annuncio di giornale per un laboratorio di cinema ad Almaty dedicato ad aspiranti aiuto registi, ha modo di toccare per la prima volta il mondo del cinema, lavorando alla realizzazione di un cortometraggio di 3 minuti in 35mm. Nonostante non si sia mai detto troppo nostalgico dell'esperienza, questa gli servirà per venire ammesso come studente alla VGIK di Mosca. Iscrittosi inizialmente al corso di regia diretto nel 1984 da Sergej Solov'ëv i cui studenti formeranno il nucleo della futura Nouvelle Vague kazaka, si trasferisce nella facoltà di critica e storia del cinema dopo avere attraversato un momento di sfiducia verso le proprie capacità e avvenire da regista. Nonostante l'avesse scelta principalmente in quanto facoltà dalla frequenza non obbligatoria per potere trascorrere più tempo ad Almaty, dove si era appena sposato, là Ömırbaev si ritroverà ad aver accesso a film che non avrebbe altrimenti mai potuto vedere in Kazakistan, come quelli di Bresson, Godard e dei formalisti russi; in particolar modo il primo sarà molto influente nella sua visione del cinema, facendo maturare in lui la realizzazione di dover ricercare il cinema quanto più lontano possibile dall'impostazione teatrale, sia a livello di drammaturgia, che di rappresentazione, con l'utilizzo di attori non professionisti. Si diploma alla VGIK con una tesi sulla semiotica del cinema a partire dal concetto di cinema di poesia di Pier Paolo Pasolini, attraverso gli scritti di Roman Jakobson, Christian Metz e Jean Mitry.

### Carriera
Tornato ad Almaty, dirige per un anno e mezzo la rivista di critica cinematografica Jaña Film (in kazako Жаңа Фильм?, lett. "Cinema Nuovo"), firmando anche diversi testi di teoria del cinema nella propria lingua madre. Con la chiusura di Jaña Film, nel 1988 fa il suo esordio scrivendo e dirigendo un cortometraggio di 25 minuti in bianco e nero intitolato Şılde (lett. "Luglio"), che piace ai dirigenti della Qazaqfilm e fa sì che accordino i fondi necessari perché esordisca nel lungometraggio con Qairat.

### Vita privata
Era sposato con Limara Jeksembaeva, produttrice, sceneggiatrice ed aiuto regista di diversi suoi film, nonché dal 2001 dirigente della casa di produzione Qadam, fino alla morte di lei nel 2012.
Dai primi anni 2000, è professore di storia e teorie del cinema all'Accademia nazionale d'arte "Temırbek Jürgenov" di Almaty.

## Filmografia

### Cortometraggi
- Şılde (Шілде) (1988)
- About Love, episodio di Digital Short Films by Three Filmmakers: Talk to Her (2006)
- Reverence (2013)
- Soñğy seans (Соңғы сеанс) (2022)

### Lungometraggi
- Qairat (Қайрат) (1992)
- Kardiogramma (Кардиограмма) (1995)
- Il killer (Киллер) (1998)
- Jol (Жол) (2001)
- Şuğa (Шуға) (2007)
- Student (Студент) (2012)
- Aqyn (Ақын) (2021)

## Riconoscimenti
- Mostra internazionale d'arte cinematografica di Venezia
  - 1995 – In concorso (Leone d'oro) per Kardiogramma
- Festival di Cannes
  - 1998 – Premio Un Certain Regard per Il killer
  - 2001 – In concorso (Un Certain Regard) per Jol
  - 2012 – In concorso (Un Certain Regard) per Student
- Festival di Locarno
  - 1992 – Pardo d'argento per Qairat
  - 1992 – In concorso (Pardo d'oro) per Qairat
- Festival internazionale del cinema di Karlovy Vary
  - 1998 – In concorso (Globo di cristallo) per Il killer
- Festival internazionale del cinema di Mar del Plata
  - 2012 – In concorso (Astor d'oro) per Student
- Festival des 3 Continents
  - 1992 – Mongolfiera d'argento per Qairat
  - 1992 – In concorso (Mongolfiera d'oro) per Qairat
  - 1995 – Premio speciale della giuria per Kardiogramma
  - 1995 – In concorso (Mongolfiera d'oro) per Kardiogramma
  - 2007 – Premio speciale della giuria per Şuğa
  - 2007 – In concorso (Mongolfiera d'oro) per Şuğa
- Festival internazionale del cinema di Tokyo
  - 2021 – Miglior regista per Aqyn
  - 2021 – In concorso (Grand Prix) per Aqyn
- Festival internazionale cinemagiovani di Torino
  - 1992 – In concorso (cortometraggi) per Şılde